# Yacimiento icnológico de Costalomo
El yacimiento icnológico de Costalomo es un yacimiento paleontológico de icnitas de dinosaurios situado en Salas de los Infantes (Burgos, España). Se sitúa en una formación continental de edad Hauteriviense superior- Barremiense inferior (Cretácico inferior), denominada Formación Pinilla de los Moros. 
Costalomo ha sido objeto de varias publicaciones desde 1986, y fue sometido a una intervención en 2003, consistente en limpieza superficial y excavación. La excavación de 2003 amplió la superficie del yacimiento hasta 600 m² aproximadamente, con lo que se descubrieron muchas más icnitas de dinosaurios (239 en total), que las 30 icnitas conocidas hasta ese momento. Se han registrado 20 rastros de dinosaurios, clasificados de la manera siguiente: 11 rastros terópodos, 1 terópodo aviano, 1 ornitópodo, 2 saurópodos, 5 indeterminados. Entre los rastros terópodos destacan dos con huellas de gran longitud: superan los 70 cm, y en alguna de ellas, 75 cm. Se ha identificado un rastro formado por icnitas con forma aviana, tridáctilas, de pequeño tamaño y con ángulos interdigitales de valores elevados. El rastro ornitópodo corresponde a la marcha cuadrúpeda de un ejemplar de gran tamaño. Los rastros saurópodos, los primeros descritos en Burgos, se identifican como «de tipo ancho» o Brontopodus.

## Tafonomía
El rastro de huellas de terópodo del yacimiento de Costalomo, muestra una inusual preservación de una naturaleza previamente no descrita. Las huellas formadas como moldes (epirelieves en positivo) en lo más alto de una capa de arenisca, preservan detalles excepcionales de la morfología del dedo y la garra, y de la interacción digital con el sedimento durante la penetración y extracción. La formación y preservación de la huella ocurrió de la manera siguiente: (1) El dinosaurio pisó sobre una delgada capa de barro (4-8 cm de espesor), su pie se hundió hasta contactar con una capa de arena que se encuentra por debajo; (2) las depresiones dejadas en el barro cohesivo después de retirado el pie, fueron más tarde rellenadas con arena; (3) la sedimentación subsiguiente, el entierro, la compactación y la cementación endurecieron las arcillas y arenas de los moldes de las huellas y la capa de arena subyacente; y (4) la erosión reciente expuso los moldes de las huellas, eliminando las arcillas de encima de la arenisca.

## Interés cultural
Está considerado como Bien de Interés Cultural con la categoría de Sitio arqueológico, «RI-55-0000765».
Formó parte de la candidatura hispano-portuguesa Icnitas de Dinosaurio de la península ibérica (IDPI) para que once yacimientos de huellas de dinosaurios formaran parte del Patrimonio Mundial de la UNESCO.